# Gauthier de Villebéon
Gauthier Ier de Villebéon (v. 1125-25 octobre 1205), seigneur de Villebéon et de la Chapelle en Brie puis seigneur de Nemours par son mariage, grand chambellan de France de Louis VII puis de Philippe-Auguste jusqu'à sa mort. Il est un membre de la famille Le Riche.

## Biographie
Fils cadet de Josselin II de Villebéon (1100-1145), modeste fonctionnaire de la Cour, seigneur de Beaumont-en-Gâtinais et de la Chapelle en Brie, le fief de Villebéon est probablement venu à lui par héritage de sa mère Héceline Haran (1105-?). Il part pour la Deuxième croisade en 1149, et à son retour se marie et entre au service du roi. 
À cette époque se fait sentir un grand besoin d'ordonner les rouages de la monarchie. Déployant ses talents d'administrateur, il s'élève rapidement à la cour aux côtés de son frère aîné Étienne de la Chapelle, évêque de Meaux puis archevêque de Bourges. Après une brève éclipse au début du règne de Philippe-Auguste (1165-1223), il revient en grâce à la cour jusqu'à sa mort en 1205. Il est certainement à l'origine de la construction du château de Nemours à partir de 1170. 
Il a une sœur, Pétronille, mariée à Tiboud le Riche (?-1197) ou Tibaud le Riche, bourgeois de Paris. Il est enterré dans la crypte de l'abbaye de Barbeau à Fontaine-le-Port.
Fait notable pour l'époque : lorsqu'il établit son testament, il fait des lots égaux pour chacun de ses fils restés laïcs, sans tenir compte de l'usage d'alors qui voulait que l'aîné hérite du plus gros du patrimoine.

## Descendance
Par son mariage en 1150 avec Aveline de Château-Landon, dame de Nemours (1130-1196), il a sept fils et une fille :
- Philippe, seigneur de Guercheville[3] et de Nemours (1155-1191) : il épouse Aveline de Melun[4] (1160-1191), fille du vicomte de Melun. Il suit Philippe-Auguste en Palestine pour la troisième croisade en qualité de chambellan, et meurt au siège de Saint-Jean-d'Acre[1],[5]. Il laisse deux filles, Agnès de Nemours (?-1213) et Isabelle de Nemours (?-1214), puînées de son fils nommé Gauthier, désigné comme Gauteron sur la charte de 1198. Celui-ci continue la lignée des seigneurs de Nemours, quoique contraints en 1274 de vendre leur manoir au roi, et l'on trouve ses descendants jusque vers le milieu du XVe siècle[1].

- Gauthier de Nemours, dit Gautier le Jeune ou Gautier de Villebéon (1160-1221)[2] : seigneur de Villebéon et de La Chapelle-Gauthier[3], il succède à son père en novembre 1205 dans la charge de grand chambellan. Lors de la campagne du prince Louis en Angleterre, il se serait suffisamment distingué pour que le roi Philippe Auguste le nomme maréchal en remplacement de Henri à la mort de ce dernier[6]. Parti en croisade en 1218, il est fait prisonnier et meurt en 1220[1],[6]. À sa mort, son fils Adam de Villebéon assure la fonction[5]. Il est la tige des seigneurs de Villebéon, lignée disparue au XVIe siècle[1] : dont Isabeau de Villebéon de Bagneux, Chapelle-Gauthier-en-Brie, La Fosse et Bagneaux, dite la Chambellane (fille d'Adam II de Villebéon, seigneur de Mesnil-Aubry dit le Chambellan, et d'Alix de Garlande), épouse en 1263 Robert de Dreux-Beu. Il aura au moins quatre enfants :

- Étienne de Nemours (?-1222) : évêque-comte de Noyon (et donc également pair du royaume, une distinction attachée[3] à l'évêché de Noyon) de 1188 à 1222.

- Pierre II de la Chapelle, appelé aussi Pierre de Villebéon[2] ou Pierre de Nemours (†?-v. 1219)[2] : évêque de Paris de 1208 à 1219[1],[7] et Trésorier de Saint-Martin de Tours[3], il est mort au siège de Damiette[1] lors de la cinquième croisade.

- Guillaume de Villebéon, appelé aussi Guillaume de Nemours (?-1221) : d'abord chantre de Paris, il accompagne Simon de Montfort dans la croisade des Albigeois où il invente des engins balistiques qui assurent le succès des assauts contre les châteaux[1] ; devenu archidiacre de Paris[3], il est subséquemment élu évêque de Meaux en 1213[1] ou 1214 jusqu'à sa mort en 1221[8] ;

- Orson de Nemours (1165-1233) : baron de Brécy-en-Berry[2], il est nommé chambellan du roi[3] puis du prince royal[5] le futur Louis VIII et devient son plus intime conseiller. Il accompagne ce dernier dans sa désastreuse campagne d'Angleterre en 1216, et reste conseiller favori de Blanche de Castille après la mort de son mari Louis VIII pendant la minorité de saint Louis. Il devient la tige des seigneurs de Méréville et de Brécy, lignée qui s'est éteinte au milieu du XIIIe siècle. De son père il hérite d'Obsonville et est nommé comme Orson d'Obsonville dans la nomenclature des vassaux du roi entre 1211 et 1226[1].

- Marguerite, première épouse de Eudes II de Sully-Beaujeu[1], mère de Gilles de Sully, seigneur d'Aubussonville[3].

- Jean : Prévôt de Paris avant 1198, sous-Chambrier du Roi[3] et collaborateur de son père[1], il épouse Marie de Corbeil-Beauvais. Il meurt en 1216[3] ou peu de temps après son père. Il est à l'origine de la lignée des seigneurs de Nanteau-sur-Lunain (et non pas Nanteuil comme l'ont cru de nombreux historiens)[1].

## Sources
- Châteaux forts et féodalité en Ile de France, du XIe au XIIIe siècle, par André Châtelain Publié par EDITIONS CREER, 1983  (ISBN 2902894163 et 9782902894161)
- Recherches généalogiques sur la famille des seigneurs de Nemours, Emile Louis Richemond 1908